# Јанко Лисјак
Јанко Лисјак Пушка (право презиме Лисак; Шагудовац, код Доње Стубице, 9. фебруар 1914 — Београд, 22. јануар 1943), учесник Народноослободилачке борбе и народни херој Југославије.

## Биографија
Рођен је 9. фебруара 1914. године у селу Шагудовцу, код Доње Стубице. Потиче из сиромашне сељачке породице.
После завршене основне школе, пошао на занат и у Марији Бистрици завршио лимарски и водоинсталатерски занат. Потом се запослио и радио као радник, све док није позван на одслужење војног рока, 1934. године. Још у време шегртовања почео се занимати за литературу о радничком покрету. Чим је постао радник, укључио се, у рад Уједињеног радничког синдикалног савеза Југославије (УРСЈ). Тада је постао и члан Савеза комунистичке омладине Југославије (СКОЈ).
После одслужења војног рока, запослио се у Загребу у једној радионици. Године 1935. постао је члан Комунистичке партије Југославије (КПЈ). Због револуционарне делатности ухапшен је 1936. године. После чега је протеран из Загреба на пет година и извесно време је живео у родном крају под контролом полиције.
По савету Партије, да би избегао полицију, упућен је на политички рад у Београд, где је ушао у састав Покрајинског комитета СКОЈ-а за Србију. Преласком у Србију мења своје презиме из Лисак у Лисјак.
Године 1940. постао је секретар Четвртог рејонског комитета КПЈ у Београду и на тој дужности затекла га је и окупација Југославије, априла 1941. године.
Активно је учествовао у припремама за устанак, сакупљању оружја и организовању отпора окупатору. Септембра 1941. прешао је у Земун и преузео дужност секретара Среског комитета КПЈ. Убрзо је организовао и рад технике Среског комитета, која је штампала вести и летке. Често је одлазио је на партијске састанке у Београд, а био је повезан и са Окружним комитетом КПЈ у Београду, који је непосредно руководио радом Среског комитета.
После великих провала у партијској организацији Београда, у пролеће 1942. именован је за секретара Месног комитета КПЈ за Београд. До јануара 1943. успео је да успоставити доста јаку мрежу партијских ћелија у окупираном Београду, обновио рад технике Месног комитета и рад техника рејонских комитета. Успоставио је добре везе са партизанским одредима и успео да у њих пребацити нове борце. Организовао је и рад Народноослободилачког фронта и скупљање прилога за Народноослободилачки покрет (НОП). Тада су биле створене и ударне групе за уништење непријатеља у граду.
Након провале полиције у партијску организацију Београда, Лисјак је ухапшен 16. јануара 1943. у Приштинској улици (данас Улица цара Николаја). Пред полицијом се храбро држао и није хтео рећи чак ни своје име. Умро је од батина, у болници у Београду, 22. јануара 1943. године.
Указом Председништва АВНОЈ-а постхумно је 6. јула 1945. одликован Орденом заслуга за народ првог реда. Указом Президијума Народне скупштине ФНР Југославије 5. јула 1952. проглашен је за народног хероја.
По њему је названо предузеће "Јанко Лисјак", основано 1944. за обнову водовода и канализације у Београду, касније "водећа монтажно-пројектна и производна организација за извођење свих врста инсталационих радова у грађевинарству и индустрији".

## Деса Лежајић
Десанка Деса Лежајић (1921 — 1943), Лисјакова супруга, такође је била активна учесница Народноослободилачког покрета. Рођена је 1921. у Земуну и као млада радница се прикључила револуционарном радничком покрету. Чланица Савеза комунистичке омладине Југославије (СКОЈ) постала је 1940, а Комунистичке партије Југославије (КПЈ) 1941. године.
Од почетка окупације учествовала је у организовању отпора окупатору у Земуну. Крајем 1941. била је укључена у Срески комитет СКОЈ-а за Земун и Месни комитет СКОЈ-а за Земун. Поред рада на организовању омладине у Земуну, радила је и на организовању омладине у селима земунског среза. У јесен 1942, заједно са Лисјаком, прешла је на партијски рад у окупирани Београд.
Ухапшена је крајем јануара 1943, свега десетак дана након хапшења свог супруга. Пред иследницима Специјалне полиције добро се држала. И поред тешких мучења, није хтела ништа одати, па чак ни своје право име. Потом је била пребачена у логор Бањица. Стерељана је 7. јуна 1943. на стрелишту у Јајинцима. Стрељана је под лажним именом Љубица Чобановић, избеглица из Петровчића. Иако је полиција сумњала да ово није њено право име, она није хтела открити свој прави идентитет.
У годинама пред Други светски рат, активно и успешно се бавила играњем хазене (спорт који је претходио рукомету).